# Samadinia
Samadinia is een geslacht van kreeftachtigen uit de klasse van de Malacostraca (hogere kreeftachtigen).

## Soort
- Samadinia longispina Ng & Richer de Forges, 2013